# Дампфнудель
Дампфнудель (нім. Dampfnudel) — німецькі булочки (кнедлики) на пару, характерні для південної німецької та австрійської кухні, а також французького Ельзасу.
Випічка цікава тим, що булочки випікаються не в духовці, а на сковорідці, як правило, заповненої молоком з цукром. Бувають як з начинкою, так і без неї.

## Приготування
Дампфнудлі готуються з дріжджового тіста, до складу якого входять молоко, борошно, дріжджі, сіль, цукор, жир (олія), іноді яйця. Тісто формують у вигляді кульок розміром з яйце або кулак і залишають підніматися. Вони готуються в закритому посуді, на дні якого трохи молока і масла (баварський рецепт) або підсоленої води і жиру (рецепт Пфальца), до утворення золотисто-коричневої скоринки на дні після випаровування рідини. Верх повинен залишитися білим.
Несолодкі дампфнудлі можна подавати з картопляним супом, рагу, капустою, салатом або грибами у вершковому соусі. В ролі десерту дампфнудлі можна також споживати з теплим або холодним ванільним соусом, джемом.

## Історія
Дві німецькі землі, Баварія і Рейнланд-Пфальц, оскаржують право бути батьківщиною цієї випічки. Баварці занесли дампфнудлі в список своїх національних страв. Але Рейнланд-Пфальц відмовляється визнавати перемогу Баварії. Міністр сільського господарства Рейнської області-Пфальца Хендрік Герінг (SPD) написав листа зі скаргою своєму баварському колезі Йозефу Міллеру (CSU). Мюнхенське міністерство запевнило, що приготовлена на пару булочка «гарантовано не буде» одним із найменувань, які Баварія хотіла б захистити по всьому ЄС.
Жителі Пфальца як доказ своєї правоти наводять наступну історію. Під час Тридцятилітньої війни через невелике містечко Фреккенфельд проходив шведський ескадрон, який погрожував місцевим жителям репресіями у разі, якщо ті не заплатять їм великий відкуп. В ході переговорів вимогу було пом'якшено: городяни висловили готовність нагодувати всіх солдатів. За справу взявся майстер-пекар Йоханнес Мук, його дружина і покоївка. Вони приготували 1286 булочок на пару, поки кожен солдат не був ситий. Весь ескадрон був задоволений і залишив село без найменшого мародерства і вбивства. В пам'ять про цю подію місцеві жителі звели ворота, арка яких складена з 1286 каменів у формі булочок на пару. Ворота ці стоять і донині. Аналогічні ворота є і в сусідньому муніципалітеті Кандель.

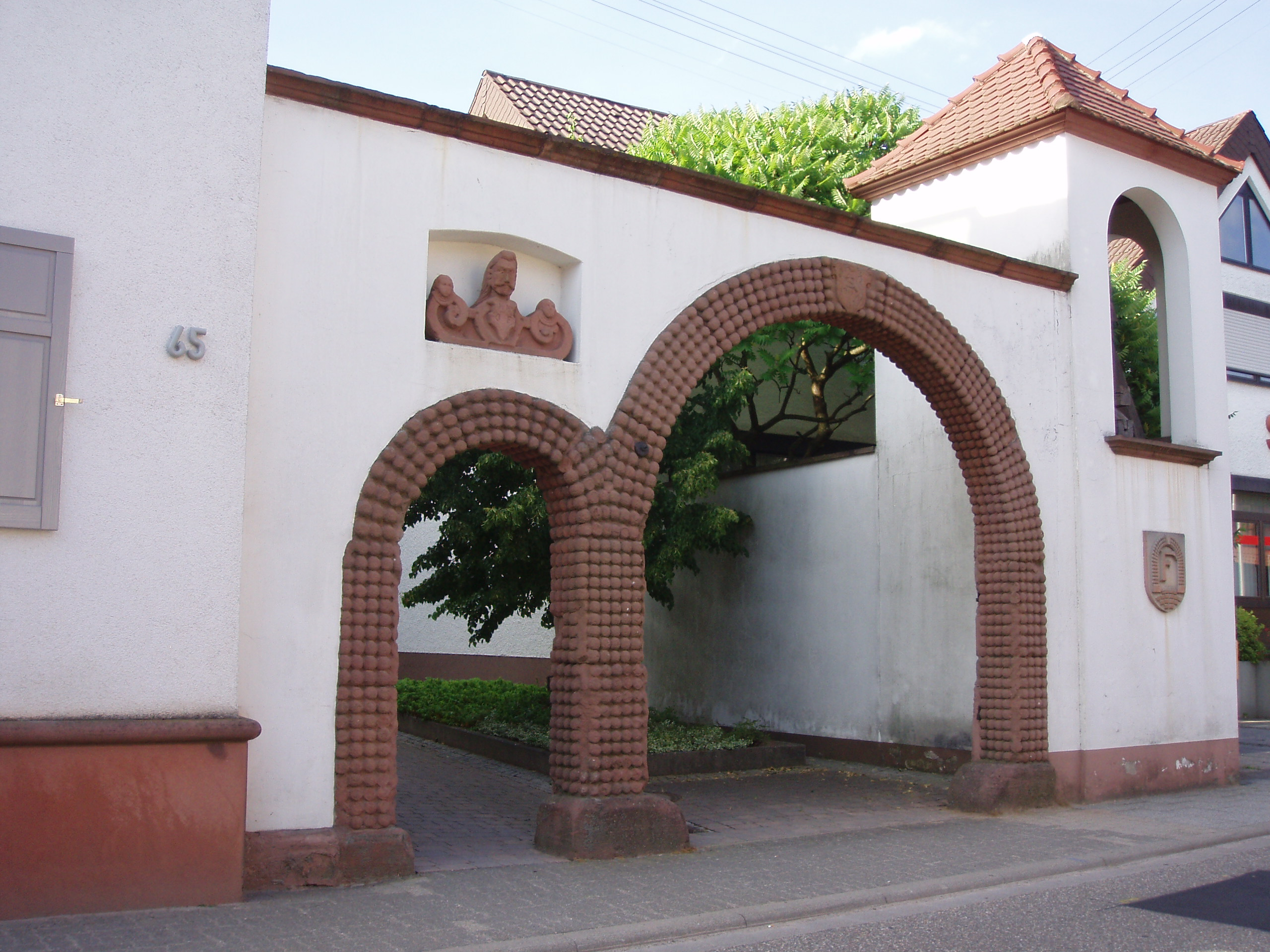
Ворота у Фреккенфельді